# 풀빵엄마
풀빵엄마는 휴먼다큐 사랑에 나온 프로그램이다. 유해진 감독으로 풀빵 판매로 가족을 부양하는 위암 미혼모에 관한 2010년 대한민국 다큐멘터리다. MBC 제작으로 제38회 국제 에미상을 수상했다.